# Ситниковидные
Ситникови́дные, или Триостренниковые (лат. Juncagináceae) — семейство однодольных растений порядка Частухоцветные.
Представители этого небольшого семейства мало бросаются в глаза из-за своего невзрачного облика, но интересны как группа, переходная от относительно примитивных, энтомофильных семейств однодольных, подобных частуховым, к анемофильным и гидрофильным семействам высокоспециализированных водных растений (рдестовым, дзанникеллиевым и др.).

## Распространение и экология
Ареал этого семейства охватывает почти все внетропические области как в Северном, так и в Южном полушарии, а также горные районы тропиков. Почти по всему ареалу семейства распространён род Триостренник (Triglochin) с 15 видами, из которых 2 встречаются и на территории России и сопредельных стран. Остальные роды имеют более ограниченные ареалы: Тетронциум (Tetroncium) — во внетропической части Южной Америки, а Лилея (Lilaea) — вдоль Тихоокеанского побережья Америки от юго-западной Канады до Чили включительно.
Все ситниковидные — влаголюбивые растения, обычно растущие на болотах и болотистых лугах, но берегам водоёмов. Мелкие однолетние виды триостренника нередко обильно разрастаются на приречных отмелях и на месте пересохших водоёмов. Лилея может расти на дне мелководных водоёмов. Многие виды триостренника, в том числе Триостренник приморский (Triglochin maritimum), галофильны и встречаются как на внутриконтинентальных солончаках, так и на засолённых местах морских побережий. К галофильным растениям принадлежит и Лилея, часто растущая по берегам солёных озёр.

## Ботаническое описание
Большинство видов ситниковидных — розеткообразующие многолетники с коротким, реже более длинным и разветвлённым корневищем, двурядно расположенными линейными (иногда щетиновидными) листьями и колосовидными или кистевидными соцветиями на длинных безлистных ножках. К однолетникам, также имеющим собранные в розетку листья и безлистные ножки соцветий, принадлежат несколько австралийских видов триостренника, в том числе Триостренник капканный (Triglochin calcitrapa). Обычно высота однолетников не превышает 10 см, а Триостренник мельчайший (Triglochin minutissimum) представляет собой карликовое растеньице высотой 1,5—3(4) см со щетиновидными листьями и соцветиями с 4—11 цветками. Плоские, реже полуцилиндрические листья ситниковидных у основания расширены и образуют свободные (не сросшиеся краями) влагалища, а в месте перехода их в пластинки имеется поперечный перепончатый вырост — язычок. В пазухах листьев заметны характерные для многих болотных и водных однодольных внутривлагалищные чешуйки с выделяющими слизь желёзками.
Соцветия всегда заканчивают собой укороченные побеги с розетками листьев и не имеют у основания предлистьев. Прицветники в соцветии также отсутствуют. Цветки у разных родов семейства довольно сильно различаются по строению. У триостренника они обоеполые, актиноморфные и 3-членные. Очень мелкие и расположенные двумя кругами 6 сегментов околоцветника имеют оригинальное строение: с внутренней (верхней) стороны они сильно вогнуты и напоминают створку раковины. В каждом таком сегменте располагается почти сидячий двугнёздный пыльник, прикреплённый к основанию листочка. Таким образом, тычинки располагаются здесь двумя кругами, в отличие от близкого семейства Шейхцериевые, не чередуются с сегментами околоцветника, а противостоят им, что позволило некоторым авторам принимать сегменты околоцветника у ситниковидных за прицветники (брактеи), а весь цветок — за соцветие из нескольких однополых цветков. Шаровидные пыльцевые зёрна имеют гладкую оболочку, как и у представителей многих других анемофильных семейств и родов.
Гинецей у видов триостренника состоит из расположенных мутовчато плодолистиков, которые обычно полностью срастаются друг с другом своей брюшной (вентральной) частью. Лишь у триостренника заострённого (Triglochin macronatum) верхушки плодолистиков остаются свободными и переходят в острия. Существенное различие имеется в числе развитых плодолистиков: у широко распространённого триостренника приморского все 6 плодолистиков развиты и несут по одному анатропному семязачатку, а у остальных видов этого рода 3 вполне развитых плодолистика чередуются с 3 стерильными и более или менее редуцированными.
Тетронциум магелланский (Tetroncium magellanicum), в отличие от других представителей семейства, имеет не только однополые, но и двудомные цветки. Как соцветия, так и цветки мужских особей очень сходны по строению с соцветиями и цветками рдестовых. Они также имеют 4 сегмента околоцветника и 4 тычинки с сидячими пыльниками, прикреплёнными к основанию сегментов. Женские цветки в соцветиях женских особей обращены вниз и состоят из 4 сегментов околоцветника и 4 рогообразных, близ верхушки свободных плодолистиков.
Ещё оригинальнее цветки представителей американского рода Лилея, выделявшегося многими авторами в самостоятельное семейство. Их колосовидные соцветия могут быть двух типов: одни — на довольно длинных цветоносах, выступающих из листовых влагалищ, несут только женские цветки без околоцветника, состоящие из одного плодолистика с одним семязачатком и относительно коротким столбиком; другие — отчасти скрытые во влагалищах листьев и состоящие из обоеполых цветков, кроме одного или немногих конечных мужских цветков. Каждый обоеполый цветок имеет один прицветникообразный сегмент околоцветника, который срастается с основанием единственной тычинки, и один плодолистик. Кроме того, у основания цветоносов, во влагалищах листьев обычно имеются ещё 1—2 женских цветка, которые кажутся сидячими, но в действительности заканчивают собой самостоятельные, сильно укороченные пазушные ветви. Эти цветки лишены околоцветника, а их одноплодолистиковый гинецей имеет необычайно длинный, иногда до 14 см, прямой нитевидный столбик с булавовидным рыльцем. Такой длинный столбик, по-видимому, необходим для того, чтобы рыльце всегда возвышалось над поверхностью воды, так как Лилея растёт на болотах и в мелких водоёмах.
Плод ситниковидных обычно состоит из свободных или сросшихся друг с другом, невскрывающихся, односемянных частей, число которых соответствует числу фертильных плодолистиков. У триостренника морского плод распадается на 6 частей, а у других видов этого рода плод, начиная снизу, распадается на 3 части, которые некоторое время остаются соединёнными с центральным столбиком плода, образованным тремя стерильными плодолистиками. У наиболее широко распространённого вида — триостренника болотного (Triglochin palustre) — 3 части зрелого плода заканчиваются внизу длинным остриём — отсюда как русское, так и латинское название этого рода. У лилеи плод состоит только из одной односемянной части. Семена всех ситниковидных лишены эндосперма и имеют прямой зародыш.
Цветки ситниковидных опыляются с помощью ветра, причём самоопылению обычно препятствует протогиния, а у тетронциума — двудомность цветков. У видов триостренника отмечается смена не только женской и мужской фаз в развитии цветка, но и двух мужских фаз: в первой из них вскрываются тычинки наружного круга, а во второй — внутреннего круга. Несмотря на отсутствие нектарников, цветки триостренника посещают мелкие насекомые (вероятно, ради пыльцы), которые могут принимать участие в их опылении.
Основным способом распространения диаспор — односемянных частей плода — у ситниковидных является гидрохория. У всех видов семейства части плодов обладают хорошей плавучестью и способны переноситься потоками воды на большие расстояния. Однако у многих видов существенное значение имеет и экзо-зоохория. Части плодов триостренника приморского и других видов этого рода могут переноситься с комочками почвы на ногах животных и человека. У некоторых видов есть специальные приспособления для такого распространения. Так, у триостренника болотного обращённые в сторону и вниз длиннозаострённые части плода запутываются в шерсти зверей и перьях птиц при соприкосновении с ними, а у триостренника капканного на каждой части плода есть ещё шипообразный вырост. Многолетним ситниковидным свойственно также вегетативное размножение с помощью корневищ и луковичек. У тетронциума ветви корневища теряют связь с материнским корневищем. Триостренник болотный осенью образует в пазухах нижних листьев тонкие горизонтальные подземные побеги до 10 (15) см длиной, несущие на верхушке луковицеобразную зимующую почку, состоящую из немногих видоизменённых листьев. Материнское растение за зиму обычно отмирает, а из ставших самостоятельными луковичек образуются новые особи. Близкий вид — Триостренник луковичный (Triglochin bulbosum) также образует луковички, но не на длинных столонах, а у основания материнского растения.

## Значение и применение
Триостренник приморский — хорошее пастбищное кормовое растение; кроме того, его побеги можно использовать в пищу в качестве салата, но только после ошпаривания кипятком, уничтожающим не очень приятный запах, свойственный всем видам триостренника.

## Роды
Список основан на базе данных Germplasm Resources Information Network (GRIN)
- Lilaea Humb. & Bonpl. — Лилея
- Tetroncium Willd. — Тетронциум
- Triglochin L. — Триостренник
  - [= Juncago Ség.]